# 香港ディズニーランドのショップ
香港ディズニーランドのショップ（ほんこんディズニーランドのショップ）は、香港ディズニーランド内に設置されたショップの一覧である。

## メインストリートUSA (Main Street, U.S.A.)

### エンポーリアム
エンポーリアム(Emporium)は、香港ディズニーランド内で販売しているほとんどの商品を扱うショップ。パーク内で最大の広さを誇るショップとして有名である。またスペシャルイベントの時には特設スペースも設置される。
以前東京ディズニーランドには、ワールドバザール内に同名のショップが存在していたが、現在は複数店舗が統合された「グランドエンポーリアム」に改装されたショップが存在する。

### メインストリート・スイート
メインストリート・スイート(Main Street Sweets)は、香港ディズニーランド内で販売しているほとんどのお菓子の商品を扱うショップ。

### タウンスクエア・フォト
タウンスクエア・フォト(Town Square Phote)は、写真の現像ができるお店。パーク内で撮影した写真の現像・デジタルカメラのプリントができる。またキャストの方に撮影させてもらった写真もこのお店で受け取ることができる。
スペシャルイベント時には特別の絵柄もプリントしてくれる。
ファンタジーランドにあるアトラクション『プーさんの冒険』及びトゥモローランドにあるアトラクション『スペース・マウンテン』で撮影された写真の受け取りはここでは出来ない。

### ミッドタウン・ジュエリー
ミッドタウン・ジュエリー(Midtown Jewelry)は、ミッキーマウスなどディズニーの仲間たちの形をした指輪やイヤリングなどの宝石を取り扱うショップ。『タウンスクエア・フォト』の横に設置されている。

### クリスタル・アート
クリスタル・アート(Crystal Arts)は、硝子細工の商品を取り扱うショップ。最高級なものからリーズナブルなものまで幅広い硝子細工を取り扱う。東京ディズニーランドには、シンデレラ城の通路内に『ガラスの靴』というショップがあり、このお店はその『ガラスの靴』に値する。

## アドベンチャーランド (Adventureland)

### ポーター教授のトレーディングポスト
ポーター教授のトレーディングポスト(Porter's Trading Post)は、ディズニー映画「ターザン」に登場するポーター教授の家をモチーフにしたショップ。香港ディズニーランドのアドベンチャーランド唯一のショップで、ディズニーの仲間たちが探検家のコスチュームに身を包んだぬいぐるみやストラップなどを取り扱っている。

## ファンタジーランド (Fantasyland)

### ストーリーブックショップ
ストーリーブックショップ(Storybook Shoppe)は、シンデレラや白雪姫などディズニー映画に登場するお姫様の商品を取り扱うショップ。絵本なども置いてある。

### プーさんコーナー
プーさんコーナー(Pooh Corner)は、ディズニー仲間でもある『クマのプーさん』のぬいぐるみやストラップ、メモ帳などを取り扱うプーさんグッズ専門店。
アトラクション『プーさんの冒険』の出口と繋がっており、アトラクション体験後すぐに立ち寄ることもできる。またアトラクション体験中に撮影された「ライドフォト」（乗車記念写真）もこのお店が購入することができる。もちろんのことだが、アトラクション「スペース・マウンテン」のライドフォトは購入できない。

### 魔法使いマーリンのトレジャー
魔法使いマーリンのトレジャー(Merlin's Treasures)は、ミッキーマウスやドナルド・ダックなどディズニーの仲間達の商品を取り扱うショップ。アトラクション『ミッキーのフィルハーマジック』の出口と繋がっており、アトラクション体験後に立ち寄ることができる。
このショップ名はカリフォルニア州アナハイムに存在するディズニーランドにあったショップ名と同じである。

## トゥモローランド (Tomorrowland)

### スペーストレーダー
スペーストレーダー(Space Traders)は、アトラクション『スペース・マウンテン』に関連したグッズを販売しているショップ。アトラクション体験中に撮影された「ライドフォト」（乗車記念写真）もこのお店で購入することができる。もちろんのことだが、アトラクション「プーさんの冒険」のライドフォトは購入できない。

### スターコマンドサプライヤー
スターコマンドサプライヤー(Star Command Supplier)は、ディズニー映画『トイ・ストーリー』に登場するバズのグッズやアトラクション『バズライトイヤーのアストロブラスター』関連のグッズを取り扱うショップ。